# Stefan Bollmann

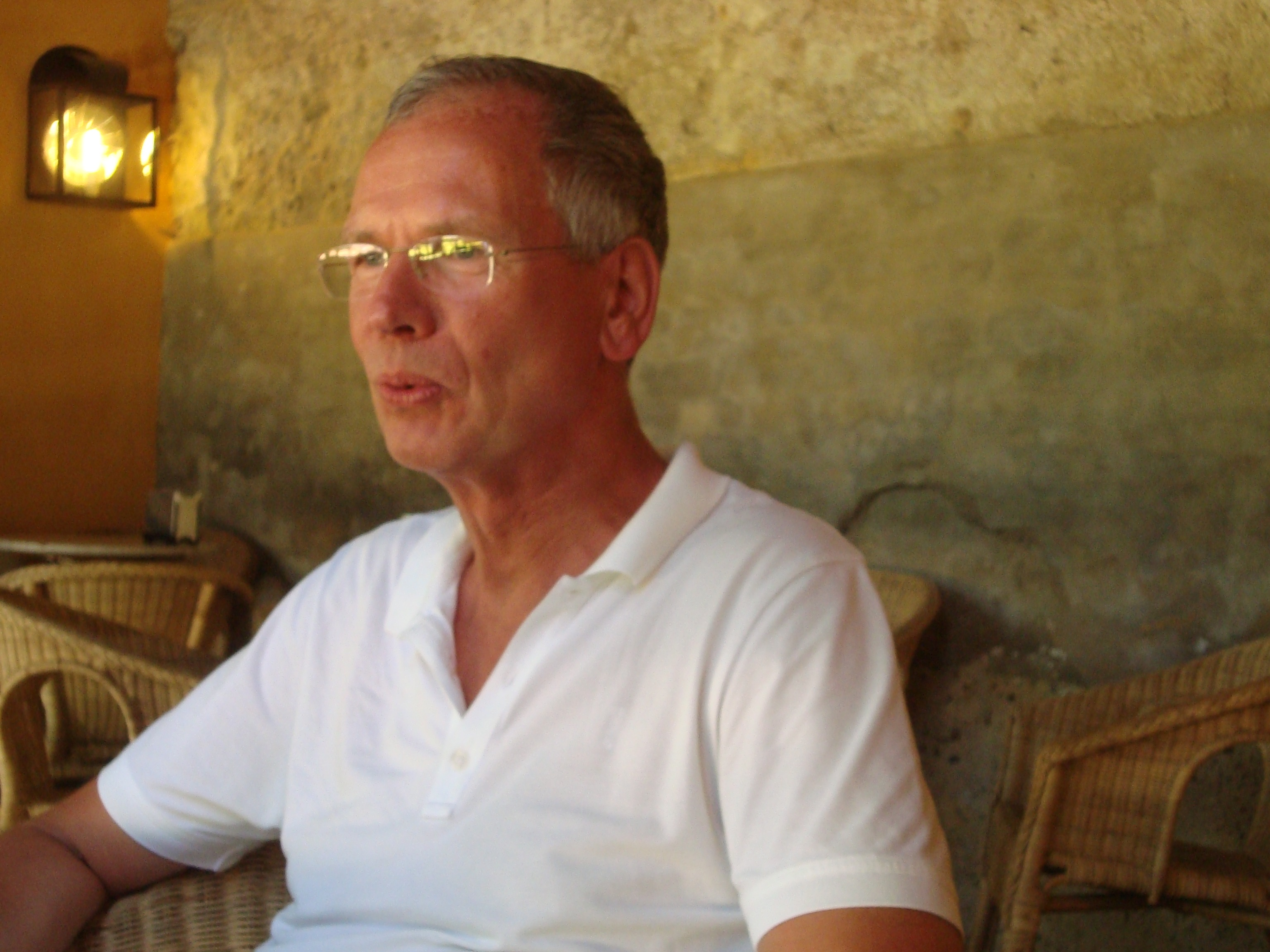
Stefan Bollmann (2010)

Stefan Bollmann (* 21. März 1958 in Düsseldorf) ist ein deutscher Lektor und Autor.

## Leben
Stefan Bollmann studierte Germanistik, Theaterwissenschaften, Geschichte und Philosophie. Er promovierte mit einer Arbeit über Thomas Mann und war nach einem längeren Aufenthalt in Paris sechs Jahre als Hochschulassistent an der Universität Mannheim tätig. Aus einer nach dem Studium gegründeten Kulturzeitschrift ging der Bollmann Verlag hervor, bei dem bis 1998 Bücher u. a. von Vilém Flusser, Undine Gruenter, Kevin Kelly, Pascal Lainé, Shyam Selvadurai und Oliviero Toscani erschienen. Größter Erfolg des Verlages war die Reihe „Frei und Frau“ mit Lebensbildern von Frauen. Danach arbeitete Bollmann als Lektor für verschiedene Publikumsverlage, seit 2005 bei C.H.Beck. Darüber hinaus hat er als Autor einige Bücher verfasst.
Das Buch „Frauen, die lesen, sind gefährlich. Lesende Frauen in Malerei und Fotografie“, erschienen im Elisabeth Sandmann Verlag und mit einem Vorwort von Elke Heidenreich, wurde inzwischen in 16 Sprachen übersetzt. Die nachfolgenden Werke „Frauen, die schreiben, leben gefährlich“ (2006), gleichfalls mit einem Vorwort von Heidenreich, und „Warum lesen glücklich macht“ (2007) schließen inhaltlich an das Themengebiet des Bestsellers an. Zu letztgenanntem Werk stellte die FAZ fest, dass sich der Autor „stark am Schema seiner Erfolge“ orientiere, die „Anekdoten collagenähnlich arrangiert“ seien und „Lesen massentauglich aufbereitet“ werde.
Stefan Bollmann lebt und arbeitet in München.

## Veröffentlichungen (Auswahl)

### Herausgeber
- mit Christiane Naumann: Kultfrauen. Vierzehn Begegnungen, Goldmann, München, 1999
- mit Christiane Naumann: Starke Frauen. Elf eigenwillige Lebensbilder, Goldmann, München, 1999
- mit Christiane Naumann: Vordenkerinnen. Zehn außergewöhnliche Lebensbilder, Goldmann, München, 1999

### Autor
- Frauen, die lesen, sind gefährlich, Sandmann, München, 2005
- Frauen, die schreiben, leben gefährlich, Sandmann, München, 2006
- Warum Lesen glücklich macht, Sandmann, München, 2007
- Die Kunst des langen Lebens, Berlin-Verlag, Berlin, 2007
- Frauen, die schreiben, leben gefährlich, Sandmann, München, 2011
- Frauen, die denken, sind gefährlich und stark, Sandmann, München, 2012
- Frauen und Bücher, Deutsche Verlags-Anstalt, München, 2013
- Warum ein Leben ohne Goethe sinnlos ist, Deutsche Verlags-Anstalt, München, 2016
- Monte Verità. 1900 – der Traum vom alternativen Leben beginnt. DVA, München 2017, ISBN  978-3-421-04685-7.
- Der Atem der Welt – Johann Wolfgang Goethe und die Erfahrung der Natur. Klett-Cotta, Stuttgart 2021.
- Zeit der Verwandlung – München 1900 oder Die Neuerfindung des Lebens. Klett-Cotta, Stuttgart 2023, ISBN 978-3-608-98677-8